# NGC 6070B
NGC 6070B is een compact sterrenstelsel in het sterrenbeeld Slang. Het hemelobject werd op 18 september 1786 ontdekt door de Duits-Britse astronoom William Herschel.

## Synoniemen
- PGC 1175364